# Michael Seymour
Michael Edmund Seymour (Southampton, 1932 – 2018. december 9.) brit látványtervező.

## Filmjei
- Entertaining Mr Sloane (1970)
- Dilettáns zsaroló (Gumshoe) (1971)
- Shakespeare-i gyilkosságok (Theatre of Blood) (1973)
- S*P*Y*S (1974)
- Rosebud (1975)
- A nyolcadik utas: a Halál (Alien) (1979)
- Heuréka (1983)
- Frankenstein menyasszonya () (1985)
- The Sleeping Beauty (1987, tv-film)
- Revans (Revenge) (1990)
- Mr. Végzet (Mr. Destiny) (1990)
- Fenegyerekek (Gunmen) (1993)
- Amit szerelemnek hívnak (The Thing Called Love) (1993)
- Beverly Hills-i zsaru 3. (Beverly Hills Cop III) (1994)
- Stand-ins (1997)